# 몰래촬영

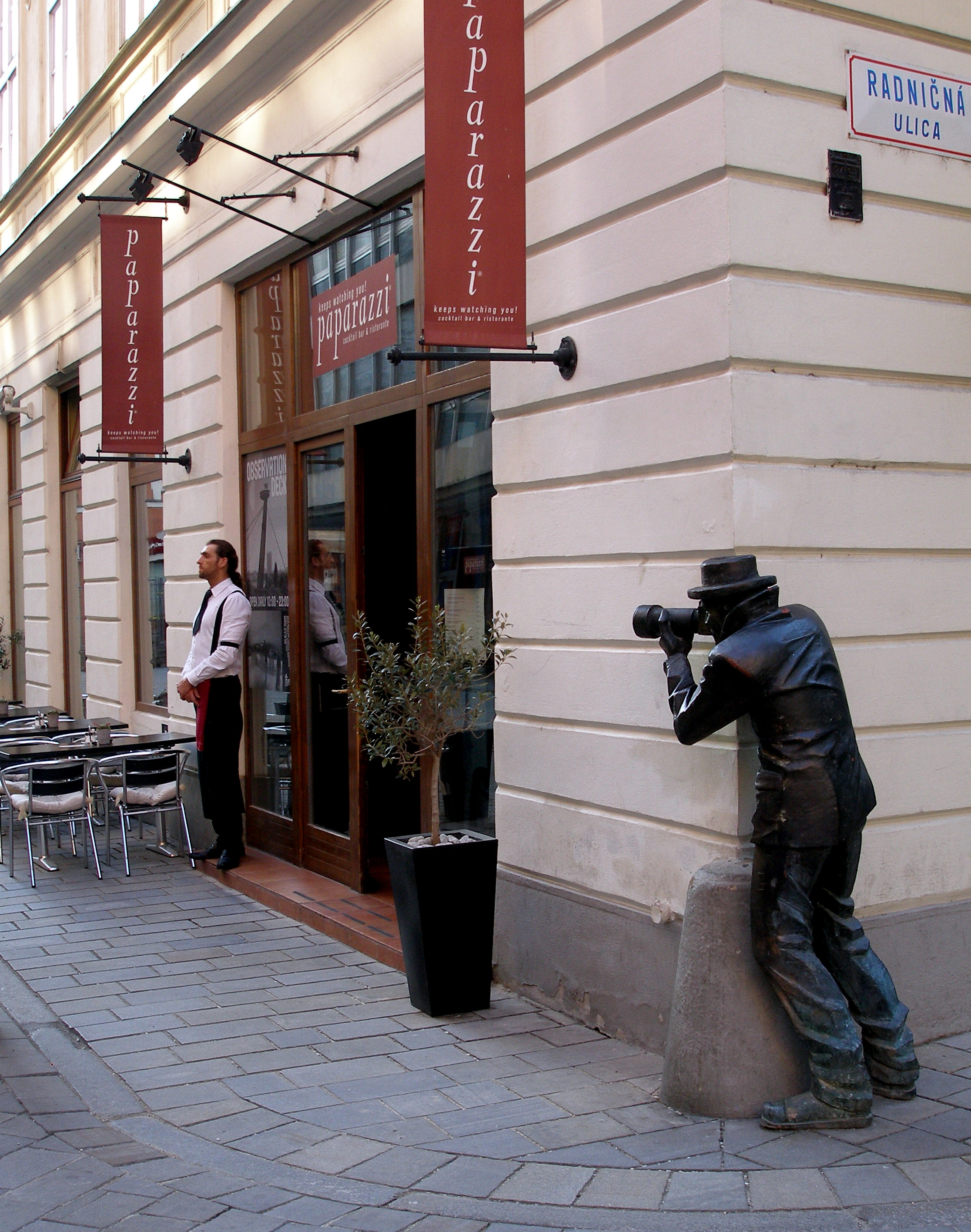
몰래촬영을 하고 있는 모양의 동상

몰래촬영(영어: secret/covert photography) 또는 무단촬영(無斷撮影), 도촬(盜撮)은 찍히는 사람의 허락 없이 그 행동이나 모습을 몰래 촬영하는 것을 말한다.
몰래촬영은 그 대상과 방법에 따라 불법인 경우가 있다. 몰래촬영에 대해 성범죄가 성립될 수 있으며, 유명인을 몰래촬영하는 것을 직업으로 하는 사람을 파파라치라고 일컫는데 파파라치에 의한 사생활 침해, 교통사고 등이 사회적으로 큰 논란이 되고 있다. 몰래촬영 범죄에 이용되기도 한다.

## 같이 보기
- 사생활 침해
- 성범죄
- 몰카
- 디지털 성범죄
- 정준영 등 불법 촬영물 제작 및 유포 사건
- N번방 사건